# Yoav Gath
Yoav Gath  (en hebreo: יואב גת‎) (Haifa, Israel, 8 de noviembre de 1980) es un nadador retirado especializado en pruebas de estilo espalda. Fue medalla de bronce de 200 metros espalda en el Campeonato Europeo de Natación de 2000.
Representó a Israel en los Juegos Olímpicos de Sídney 2000.

## Palmarés internacional
| Campeonato Europeo de Natación | Campeonato Europeo de Natación | Campeonato Europeo de Natación | Campeonato Europeo de Natación |
| Año                            | Lugar                          | Medalla                        | Prueba                         |
| ------------------------------ | ------------------------------ | ------------------------------ | ------------------------------ |
| 2000                           | Helsinki ( Finlandia)          | Medalla de bronce              | 200 m espalda                  |